# Брошре, Лиззи
Лиззи Брошре (фр. Lizzie Brocheré [bʁɔʃ.ʁe], род. 22 марта 1985, Париж) — французская кино-, теле - и театральная актриса, режиссёр, сценарист и продюсер.

## Биография
Родилась 22 марта 1985 года. Её мать — известная французская кастинг-директор Сильви Брошре.
Начала актёрскую карьеру в десятилетнем возрасте и играла небольшие роли в сериалах и фильмах.
В 2002 году состоялся её дебют на большом экране в франко-аргентино-португальском фильме «Волк с западного побережья» режиссёра Уго Сантьяго. После этого Брошре продолжила свою деятельность на французском телевидении, а также снялась в франко-датском фильме «У каждого своя ночь».
С 2011 года актриса стала сниматься в англоязычных фильмах. Участвовала в съёмках и озвучивании фильмов «Бессонная ночь» (2011), «Перевод с американского» (2011), «Мизерере» (2013), сериала «Час» (2011 — 2012) и др. В 2012 Лиззи получила роль во втором сезоне сериала «Американская история ужасов».
В 2015 году снялась в роли Коко в американском сериале «Штамм» и в роли Клодины, королевского врача, в сериале «Версаль».
В 2016 году исполняла одну из главных ролей в американском сериале «Падающая вода».
Дебютировала как сорежиссёр, соавтор сценария и продюсер в 2017 году с короткометражным фильмом «Terre ferme», в котором также снялась в одной из главных ролей.

## Награды
- Лучший новичок на кинофестивале в Баньер-де-Люшон за роль в сериале «Bac +70» (2007)[4];
- Приз за лучшую женскую роль на международном фестивале в Сен-Жан-де-Люз за фильм «Le Chant des mariées» (2008);
- Награда «Серебряный Хьюго» лучшей актрисе за роль в фильме «Полный контакт[англ.]» (2015)[6].

## Фильмография

### Сериалы
| Год         |   | Русское название                          | Оригинальное название                        | Роль                  |
| ----------- | - | ----------------------------------------- | -------------------------------------------- | --------------------- |
| 1995        | ф |                                           | Parents à mi-temps                           |                       |
| 1999        | ф |                                           | Trois en un – Mission: Protection Rapprochée |                       |
| 2001        | ф |                                           | Margaux Valence: Le silence d'Alice          | Alice                 |
| 2001        | ф |                                           | Relic Hunter                                 | Princess Natasha      |
| 2001        | ф | Жозефина: Ангел-хранитель                 | Joséphine, ange gardien                      | Kalta                 |
| 2002 - 2007 | ф |                                           | Alex Santana, négociateur – Un ange noir     | Eva                   |
| 2002        | ф |                                           | Une autre femme                              | Emma                  |
| 2002        | ф |                                           | Qui a tué Lili?                              |                       |
| 2002        | ф |                                           | Les enquêtes d'Éloïse Rome                   | Lii                   |
| 2003        | ф |                                           | Sissi, l'impératrice rebelle                 | Sissi Jeune           |
| 2004        | ф | Зеркало воды                              | Le Miroir de l'eau                           | Anaïs                 |
| 2005        | ф |                                           | Un lendemain matin – Avec le temps           |                       |
| 2005        | ф | Дольмен                                   | Dolmen                                       | Aude Perec            |
| 2005        | ф |                                           | Sauveur Giordano                             | Audrey Nancel         |
| 2005        | ф |                                           | Maigret                                      | Geneviève Blanchon    |
| 2006 - 2011 | ф | R.I.S. Научная полиция                    | R.I.S. Police scientifique – Une vie brisée  | Cécile Chalonges      |
| 2006        | ф |                                           | Femmes de loi                                | Pauline Delcourt      |
| 2006        | ф |                                           | Aves le temps                                | Julie Fransen         |
| 2007        | ф |                                           | Bac +70                                      | Alice                 |
| 2008        | ф |                                           | Camping paradis                              | Babette               |
| 2008        | ф |                                           | Groupe flag                                  | Jeanne                |
| 2008        | ф |                                           | SoeurThérèse.com                             | Inès Marin            |
| 2009        | ф | Стажеры: Первые шаги в полиции            | Les Bleus: premiers pas dans la police       | Elina Volkova         |
| 2010        | ф |                                           | Le roi, l'écureuil et la couleuvre           | Louise de La Vallière |
| 2010        | ф |                                           | La maison des Rocheville                     | Constance             |
| 2011        | ф |                                           | L'été des Lip                                | Patricia Mélinès      |
| 2011        | ф |                                           | I Love Perigord                              | Ludivine              |
| 2011        | ф |                                           | Ni vu, ni connu                              | Éléonore              |
| 2012        | ф |                                           | Un petit bout de France                      | Clara                 |
| 2012 - 2013 | ф | Американская история ужасов: Психбольница | American Horror Story: Asylum                | Grace Bertrand        |
| 2012        | ф | Час                                       | The Hour                                     | Camille Mettier       |
| 2014        | ф | Налёт                                     | Braquo                                       | Séverine              |
| 2014        | ф |                                           | Two Little Girls in Blue                     | Oriane                |
| 2014        | ф | Штамм                                     | The Strain                                   | Coco Marchand         |
| 2015 - 2017 | ф | Версаль                                   | Versailles                                   | Claudine Masson       |
| 2016 - 2018 | ф | Падающая вода                             | Falling Water                                | Tess                  |
| 2022        | с | Война миров                               | War of the Worlds                            | Джульета              |

### Фильмы
| Год  |   | Русское название        | Оригинальное название                | Роль                 |
| ---- | - | ----------------------- | ------------------------------------ | -------------------- |
| 2002 | ф | Волк с Западного берега | Le Loup de la côte ouest             | Jeanne               |
| 2002 | ф |                         | Un petit jeu sans conséquence        | Gladys               |
| 2006 | ф | У каждого своя ночь     | Chacun sa nuit                       | Lucie                |
| 2006 | ф |                         | Papier glacé                         |                      |
| 2007 | ф |                         | Septembre et moi                     | Septembre            |
| 2008 | ф | Песнь невест            | Le Chant des mariées                 | Myriam               |
| 2008 | ф |                         | A French Film                        | Young Parisian Woman |
| 2009 | ф |                         | Tellement proches                    | Clara                |
| 2009 | ф |                         | Linear                               | Waitress             |
| 2009 | ф |                         | Do Me Love                           | Juliette             |
| 2009 | ф |                         | The Vintner's LuckDo Me Love         | Sabine               |
| 2010 | ф |                         | Depuis demain                        | Camille              |
| 2011 | ф |                         | Ni une, ni deux                      | Assistante sociale   |
| 2011 | ф | Перевод с американского | American Translation                 | Aurore               |
| 2011 | ф | Бессонная ночь          | Nuit Blanche                         | Vignali              |
| 2011 | ф |                         | After Fall, Winter                   | Sophie               |
| 2012 | ф |                         | Imparfait du subjectif               |                      |
| 2013 | ф |                         | La marque des anges - Miserere       | Dounia               |
| 2014 | ф |                         | Award Winning Indie Lesbian Sex Film |                      |
| 2015 | ф | Волшебная гора          | La montagne magique                  | Anna Winkler         |
| 2015 | ф | Полный контакт          | Full Contact                         | Cindy                |
| 2017 | ф | Звонки                  | Rings                                | Kelly                |
| 2018 | ф |                         | The Dream of the Guest               | Blue                 |
| 2019 | ф |                         | Vaurien                              | Anna                 |

### Музыкальный видеоклип
| Название                        | Год  | Исполнитель (и) |
| ------------------------------- | ---- | --------------- |
| «Flowers: The Micronauts remix» | 2010 | Magic Pop Hotel |